# Rytele Suche
Rytele Suche is een plaats in het Poolse district  Sokołowski, woiwodschap Mazovië. De plaats maakt deel uit van de gemeente Ceranów en telt 90 inwoners.